# Кинеска мора (филм)
Кинеска мора (енгл. China Seas) је авантуристички филм из 1935. године у коме главне ликове играју Кларк Гејбл као храбри поморски капетан, Џин Харлоу као његова храбра разметљива љубавница и Волис Бири као лик невераватно сумњивог изгледа. У епској авантури на мору играју и Луис Стоун, Росалинд Расел, Аким Тамироф и Хати Макданијел, док се хумориста Роберт Бенчли упечатљиво нашао у улози пијанца који тетура од самог почетка филма до његовог краја.
Раскошну Ем-џи-емову авантуру написали су Џејмс Кевин Макгинис и Џулс Фурдман према књизи Кросби Гарстин, а режирао је Теј Гарнет. Ово је један од само четири звучна филма са Волис Бири у ком он није остварио врхунску зараду.

## Прича
Алан Гаскел (Кларк Гејбл) је капетан скитничког пароброда који сопта између Сингапура и Хонгконга. Доли Портланд (Џин Харлоу) је Аланова бивша девојка која резервише место на пароброду у исто време када се друга Аланова бивша љубав, аристократкиња Сибил Барклеј (Росалинд Расел) појављује. Џејмси Макардл (Волис Бири) је путник који је заправо у савезу са бандом пирата који планирају да украду пошиљку злата која се налази на пароброду.

## Улоге
| Глумац                                | Улога                                         |
| ------------------------------------- | --------------------------------------------- |
| Кларк Гејбл                           | капетан Алан Гаскел                           |
| Џин Харлоу                            | Доли „Чајна Дол” Портланд                     |
| Волис Бири                            | Џејмси Макардл                                |
| Луис Стоун                            | Том Дејвидс                                   |
| Росалинд Расел                        | Сибил Барклеј                                 |
| Дадли Дигес                           | Досон                                         |
| С. Обри Смит                          | Сер Гај Вилмердинг                            |
| Роберт Бенчли                         | Чарли Макалеб                                 |
| Аким Тамироф                          | Пол Романоф                                   |
| Вилијам Хенри                         | Роквел                                        |
| Љев де Мегре                          | гђа Волберг                                   |
| Лилијан Бонд                          | гђа Тимонс                                    |
| Едвард Брофи                          | Тимонс                                        |
| Су Јунг                               | Ју-Лан                                        |
| Керол Ен Бири                         | Керол Ен                                      |
| Иван Лебедеф (Иван Васиљевич Лебедев) | Нга                                           |
| Хати Макданијел                       | Исабел Макарти, Долина служавка (неприписано) |

## Производња
Ирвинг Талберг је радио на филму од 1930. године када је трима различитим сценаристима доделио задатак да му донесу три различите верзије. До 1931. Талберг се одлучио за једну причу и потом потрошио следеће четири године радећи на тексту за филм са још двадесетак сценариста, пет-шест режисера и три супервизора.
Гејбл је имао неколико напада беса на сету, које је шеф студија Луис Б. Мејер из Ем-џи-ема толерисао јер је звезда недавно освојила Академијину награду за најбољег глумца у филму Догодило се једне ноћи (енгл. It Happened One Night) из 1934. године као позајмица Коламбија пикчерсу, а сам Мејер није хтео ризиковати да изгуби свог глумца. Мејер је тако толерисао чак и када је Гејбл ризиковао свој живот одбијајући дублера у секвенци у којој је асистирао бројним кинеским додатним ликовима у везивању клизећег парног ваљка који се разбијао низа палубе подупртог студијског брода који је био као крак полуге.

## Резултат и критике
Филм је био велики хит и зарадио је 1.710.000 долара у САД и Канади те 1.157.000 долара поред тога (укупно 2.867.000 долара), чиме је остварен профит од 653.000 долара.